# محله (مجموعه تلویزیونی)
محله (انگلیسی: The Neighborhood) مجموعهٔ تلویزیونی کمدی موقعیت ساخت ایالات متحده آمریکا است. پخش این مجموعه از ۱ اکتبر ۲۰۱۸ از شبکه سی‌بی‌اس آغاز شد. داستان این مجموعه، روایت یک خانوادهٔ سفیدپوست از غرب میانه است که به محلّه‌ای در پاسادینا، کالیفرنیا که اکثر ساکنان آن سیاه‌پوست هستند، نقل مکان می‌کنند. سدریک ده اینترتینر، ماکس گرینفیلد، بث برس، تچینا آرنلودز، شاون مک‌کینی، مارسل اسپیرز و هنک گرینسپن بازیگران این مجموعه هستند. فصل چهارم لین مجموعه ۲۰ سپتامبر ۲۰۲۱ پخش می‌شود.